# قصة شتاء (مسلسل)
قصة شتاء (بالتركية: Kınalı Kar)‏ (ويعني بالعربية: كينالي كار وهو اسم القرية) هو مسلسل تلفزيوني درامي اجتماعي تركي من إخراج Yağmur Ajans، صور العمل في 3 مواسم وبث لأول مرة على قناة كانال دي التركية لمدة سنتين من 2002-2004؛ وتروي الدراما قصة المعلم "علي" الذي ترك حياة الترف والبذخ في المدينة ليعيش في مكان مهمش سيقوده للحب.
في عام 2009، دبلج المسلسل للغة العربية وجرى بثه يوميا على قناة "إم بي سي 4".

## ملخص المسلسل
تدور الأحداث حول علي، مدرس يتلقى جائزة من مؤسسة للتعليم التطوعي. وأثناء الاحتفال بتسليمه الجائزة، يتأثر بكلمة يلقيها أحد الأطفال والتي يعبر فيها عن شكره وتقديره لأستاذه. فيقرر علي الذهاب إلى مدينة «كينالي كار» الصغيرة التي تفتقر للمدارس والمدرسين، على الرغم من عمله في الشركة التي يملكها ويديرها والده الثري. ويلتقي هناك بـ «نيزار» التي تقع في حبّه على الرغم من هروبها من الزواج، واختبائها وراء مظاهر صبيانية تتعمّد اصطناعها لعدم لفت انتباه شباب القرية لجمالها.

## البطولة
المسلسل من بطولة كلٍ من:
- Emrah
- سحر علي
- عبد الجبار
- خليل اغا
- Mustafa Avkiran*
- Engin Senkan
- Yasar Abravaya
- Erol Aydin
- Sezai Aydin
- Mursit Bag
- Murat Daltaban
- Zeynep Gulmez

## البث
- الجدول التالي يبين القنوات التي عرض فيها المسلسل.[2]

| اللغة تركية مدبلجة إلى العربية (اللهجة السورية) | القناة الباثة               | التاريخ   |
| ----------------------------------------------- | --------------------------- | --------- |
| تركيا التركية                                   | كانال دي                    | 2002-2005 |
| سوريا العربية (باللهجة السورية) (مدبلج)         | إم بي سي 4، الأولى المغربية | 2009      |

## دبلجة المسلسل
تم دبلجة المسلسل من اللغة التركية إلى العربية باللهجة السورية بواسطة شركة سامة للإنتاج والتوزيع الفني السورية، وقد أدى الدبلجة مجموعة من الممثلين السوريين.[بحاجة لمصدر]

### دبلجة أسماء الشخصيات
تم تغيير أسماء الشخصيات باللغة التركية إلى أسماء باللغة العربية، وقد تم هذا التغيير لأن الأسماء التركية غريبة وصعبة النطق نوعاً ما عن العربية، وقد تم اعتماد أسماء عربية قريبة النطق من الأسماء التركية
Ali
علي
sahr
سحر
Sumru
سميرة
fatima
فاطمة
Nurcan
نورهان
Omer
عمر
Zehra
زهرة
Cabbar
عبد الجبار
Sureyya
ثريا
Camber
بكار
Davut
داوود
Yusuf
يوسف
Lamia
لميا

## وصلات خارجية
- قصة شتاء على موقع IMDb (الإنجليزية)
- قصة شتاء على موقع كينوبويسك (الروسية)
- قصة شتاء على موقع قاعدة بيانات الفيلم (الإنجليزية)